# Paleochrysopa monteilsensis
Paleochrysopa monteilsensis là một loài côn trùng trong họ Chrysopidae thuộc bộ Neuroptera. Loài này được Séméria & Nel miêu tả năm 1990.